# أشاكارا (فلم)
أشاكارا (بالإنجليزية: Ashakara)، هُو فيلم دراما بوركينابي توغولي صدر سنة 1991 وأخرجه Gérard Louvin. الفيلم من بطولة كُل من James Campbell وJean-Marc Pasquet وWilly Monshengwo وBamela Nyanta.

## وصلات خارجية
- أشاكارا  في قاعدة بيانات الأفلام على الإنترنت (بالإنجليزية)